# Bryodesma densum
Bryodesma densum là một loài dương xỉ trong họ Selaginellaceae. Loài này được Rydb. Soják mô tả khoa học đầu tiên năm 1992.